# A Samurai Chronicle
Pour plus de détails, voir Fiche technique et Distribution.
A Samurai Chronicle (蜩ノ記, Higurashi no ki) est un film dramatique japonais réalisé par Takashi Koizumi et sorti en 2014.
L'histoire est celle d'un samouraï à la retraite qui doit se racheter pour un crime qu'il a commis plus tôt dans sa vie. Un écuyer est envoyé par le premier ministre du Japon pour veiller sur lui.

## Fiche technique
- Titre original : 蜩ノ記 (Higurashi no ki?)
- Titre français : A Samurai Chronicle
- Réalisation : Takashi Koizumi
- Scénario : Motomu Furuta, Takashi Koizumi, adapté du roman Higurashi no Ki de Rin Hamuro (ja)
- Photographie : Hiroyuki Kitazawa, Shōji Ueda
- Montage : Hideto Aga
- Musique : Takashi Kako
- Costumes : Kazuko Kurosawa
- Production :
- Sociétés de production :
- Pays de production : Japon
- Langue originale : japonais
- Format : couleur
- Genre : drame
- Durée : 129 minutes
- Dates de sortie[2] :
  - Japon : 4 octobre 2014

## Distribution
- Kōji Yakusho : Shukoku Toda
- Jun'ichi Okada : Shōzaburō Dan'no
- Maki Horikita : Kaoru Toda
- Mieko Harada : Orie Toda
- Haruto Yoshida : Ikutaro
- Munetaka Aoki :
- Hisashi Igawa :
- Kazuyoshi Kushida :
- Shirō Mifune :
- Shinobu Terajima :
- Ken'ichi Yajima

## Développement
Teruyo Nogami, qui fut l'assistant de longue date d'Akira Kurosawa, a travaillé comme conseiller spécial sur le film et a rejoint le réalisateur et la star pour une séance de questions-réponses sur le film.
Le film est basé sur le roman primé Higurashi no Ki (蜩ノ記) de Rin Hamuro (ja).
Koizumi a affirmé qu'il ne voulait pas envoyer de messages politiques avec le film et qu'il avait plutôt l'intention de décrire les événements de la vie réelle aussi précisément que possible.

## Réception
Le film débute à la deuxième place du box-office japonais et rapporte un total de 8 804 424 $ au Japon.
Le Japan Times attribue une note de cinq sur dix au film, affirmant que le film n'a pas réussi à évoquer le film d'Akira Kurosawa dont il a été influencé. Bien que Koizumi et son équipe expérimentée tentent de canaliser cette sensibilité, ils ne sont pas Kurosawa, et bien que A Samurai Chronicle fasse écho au travail du maître, il manque sa présence vivifiante.

## Récompenses et distinctions
- Japan Academy Prize 2015 : Meilleur acteur dans un second rôle pour Jun'ichi Okada

- (en) A Samurai Chronicle : Awards, sur l'Internet Movie Database